# کیست سباسه
کیست سباسه اصطلاحی است که جهت نامگذاری یکی از دو گونه کیست اشاره شده در زیر به کار می‌رود:
- کیست‌های اپیدرموئید (کیست‌های اپیدرمال یا کیستهای اینفندیبولار)
- کیست‌های پیلار

هیچ‌کدام از دو نوع کیست یادشده از غدد سباسه منشأ نمی‌گیرند و هر دو نوع کیست فوق الذکر حاوی کراتین هستند، نه سبوم. کیست‌های اپیدرموئید از بافت اپیدرم پوست و کیست‌های پیلار از فولیکول‌های مو سرچشمه می‌گیرند؛ بنابراین، از نظر فنی، آنها کیست سباسه نیستند. کیست‌های سباسه «واقعی» که از غدد سباسه منشأ گرفته و حاوی سبوم می‌باشند نسبتاً نادر هستند. کیست سباسه واقعی در صورتی منفرد بودن به عنوان استئاتوسیستوما سیمپلکس یا در صورت تعدد، به عنوان استئاتوسیستوما مالتیپلکس شناخته می‌شوند.
متخصصان پزشکی پیشنهاد کرده‌اند که از اصطلاح کیست سباسه اجتناب شود زیرا می‌تواند گمراه کننده باشد. با این حال از اصطلاح کیست سباسه جهت نامگذاری کیست‌های اپیدرموئید و کیست‌های پیلار استفاده می‌شود.

## علائم و نشانه‌ها

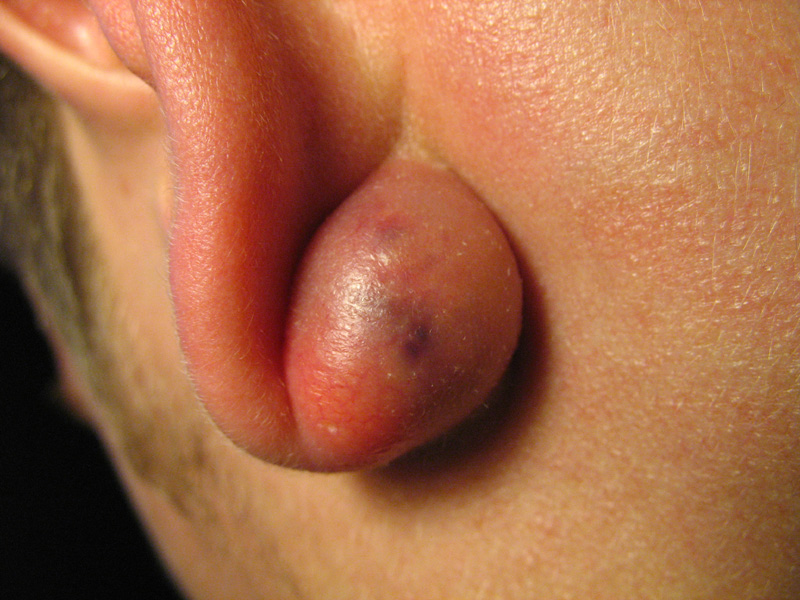
نمای نزدیک یک کیست سباسه عفونی شده که در پشت لاله گوش قرار دارد

پوست سر، گوش‌ها، پشت، صورت و بالای بازو از مکان‌های رایج کیست سباسه هستند، اگرچه کیستهای سباسه ممکن است در هر قسمت از بدن به جز کف دست و کف پا مشاهده شوند. کیستهای سباسه بیشتر در مناطق مو دار دیده می‌شوند، در صورتی که کیست به مدت طولانی وجود داشته باشد موهایی که سطح بالای کیست را می‌پوشاند می‌ریزند. کیستهای سباسه به‌طور معمول گرد هستند و سطح آنها در لمس صاف است، و در اندازه‌های متفاوت یافت می‌شوند.
آنها به‌طور کلی توده‌های متحرکی هستند که می‌توانند از موارد زیر تشکیل شوند:
- بافتهای فیبری و مایعات،
- ماده ای چرب (کراتینوس) شبیه پنیر، در صورت وجود این ماده کیست را می‌توان «کیست کراتین» نامید. این ماده دارای بوی خاصی شبیه بوی پنیر یا بوی پا است.
- مایعی غلیظ، سروسانجینوس (حاوی چرک و خون).

ماهیت محتوای کیست سباسه و کپسول اطراف آن، بسته به اینکه کیست در گذشته عفونی شده باشد یا نه، متفاوت است.
با جراحی، معمولاً می‌توان کیست را به‌طور کامل جدا کرد. عفونت کیست که منجر به چرمی شدن کیست و چسبندگی کیست به بافت اطراف می‌شود، جراحی کیستهایی که سابقه عفونت دارند یا جراحی توسط جراح غیر ماهر ممکن است منجر به پارگی و باقی ماندن دیواره کیست در حین جراحی شود. اگر کیست سباسه به‌طور کامل در هنگام جراحی برداشته شوددیگر عود نخواهد کرد. اگر بیمار زمینه ایجاد کیست را داشته باشد، ممکن است کیست‌های بیشتری در همان ناحیه ایجاد شوند.

## علل کیست سباسه
سطح بالای تستوسترون و استفاده از استروئیدهای آنابولیک آندروژنیک باعث ایجاد چنین کیست‌هایی می‌شود.
گزارش شده‌است که یک مورد از کیست سباسه توسط مگس پاشنه ایجاد شده‌است.
از علل ارثی کیست سباسه می‌توان به سندرم گاردنر و سندرم خال سلول بازال اشاره کرد.

## انواع کیست سباسه

### کیست پیلار
حدود نود درصد از کیست‌های سباسه نوع پیلار در پوست سر دیده می‌شوند، ده درصد دیگر گاهی در صورت، تنه و اندام‌ها دیده می‌شوند. : 1477  کیست‌های پیلار در زنان شیوع بیشتری دارند و تمایل به ایجاد این کیست‌ها اغلب به صورت اتوزوم غالب به ارث می‌رسد. : 1477  در بیشتر موارد، چندین کیست سباسه پیلار به‌طور همزمان ظاهر می‌شود. : 1477 

## درمان
کیست‌های سباسه به‌طور کلی به درمان (دارویی) توسط پزشک نیاز ندارند. با این حال، اگر آنها به رشد خود ادامه دهند، ممکن است زشت،دردناک و عفونی شوند.

### درمان جراحی
برداشتن کیست سباسه از طریق جراحی یک روش ساده برای درمان کامل کیست و محتویات آن است.

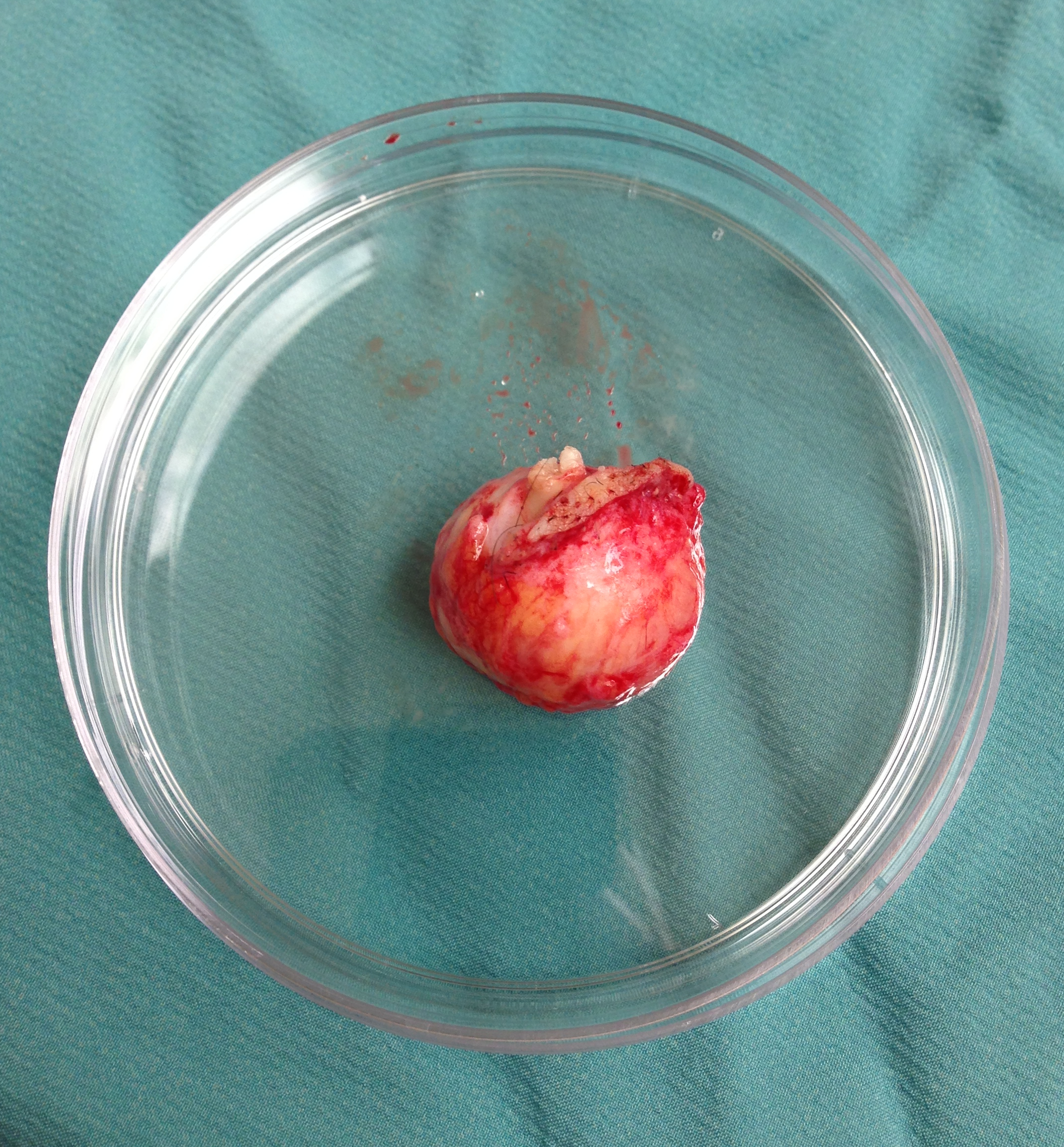
کیست سباسه که با جراحی برداشته شده‌است.

سه روش شایع برای درمان جراحی کیست‌های سباسه وجود دارد: جراحی سنتی با برش بزرگ، جراحی از طریق برش کوچک و برداشتن کیست بطریق پانچ بیوپسی.
روش جراحی سرپایی متداول برای برداشتن کیست، بی‌حس کردن اطراف کیست با بی‌حسی موضعی و سپس استفاده از چاقوی جراحی برای بازکردن کیست با یک برش در مرکز آن یا دو برش بیضی شکل در طرفین کیست است. در صورتی که کیست کوچک باشد می‌شود آن را در وسط سوراخ کرد. شخصی که عمل جراحی را انجام می‌دهد با فشار محتویات کیست را خارج می‌کند، سپس با استفاده از قیچی کند (پنس جراحی) یا وسیله دیگری محل برش را کاملاً باز نگه می‌دارد و به کمک انگشتانش یا پنس دیواره کیست را به‌طور کامل و یکسره خارج می‌کند. اگر دیواره کیست به صورت یک تکه برداشته شود، «میزان بهبودی» صد در صد است. در صورتی که دیواره به بافتهای اطراف چسبیده باشد یا تکه‌تکه شده و به‌طور کامل قابل برداشت نباشد جراح ممکن است از کورتاژ (خراشیدن) برای از بین بردن باقی مانده‌های دیواره کیست استفاده کند، همچنین جراح ممکن است از روش کوتر کردن (سوزاندن به کمک چاقوی الکتریکی) برای از بین بردن دیوراه باقی مانده کیست سباسه استفاده کند. در صورتی که دیواره کیست سباسه به‌طور کامل برداشته نشود امکان عود مجدد کیست وجود دارد. در هر صورت محل برش جراحی ضد عفونی می‌شود و در صورت لزوم، پوست بخیه می‌شود. به احتمال زیاد جوشگاه ناشی از جراحی باقی می‌ماند.
اگر کیست سباسه عفونی شده باشد بیمار ممکن است قبل یا بعد از برداشتن آن به کمک جراحی به آنتی‌بیوتیک خوراکی یا درمانهای دیگر (مانند داروی ضد التهاب) نیاز داشته باشد. اگر کیست محتوی چرک باشد، باید کیست برش داده شده و محتویات چرکی آن تخلیه شده سپس دیوراه کیست به‌طور کامل برداشته شده و بیمار با پوشش مناسب آنتی‌بیوتیک مرخص شود.
روشی شامل تخلیه کیست، به جای برداشتن کامل آن، نیز پیشنهاد شده‌است.